# Anton von Randow

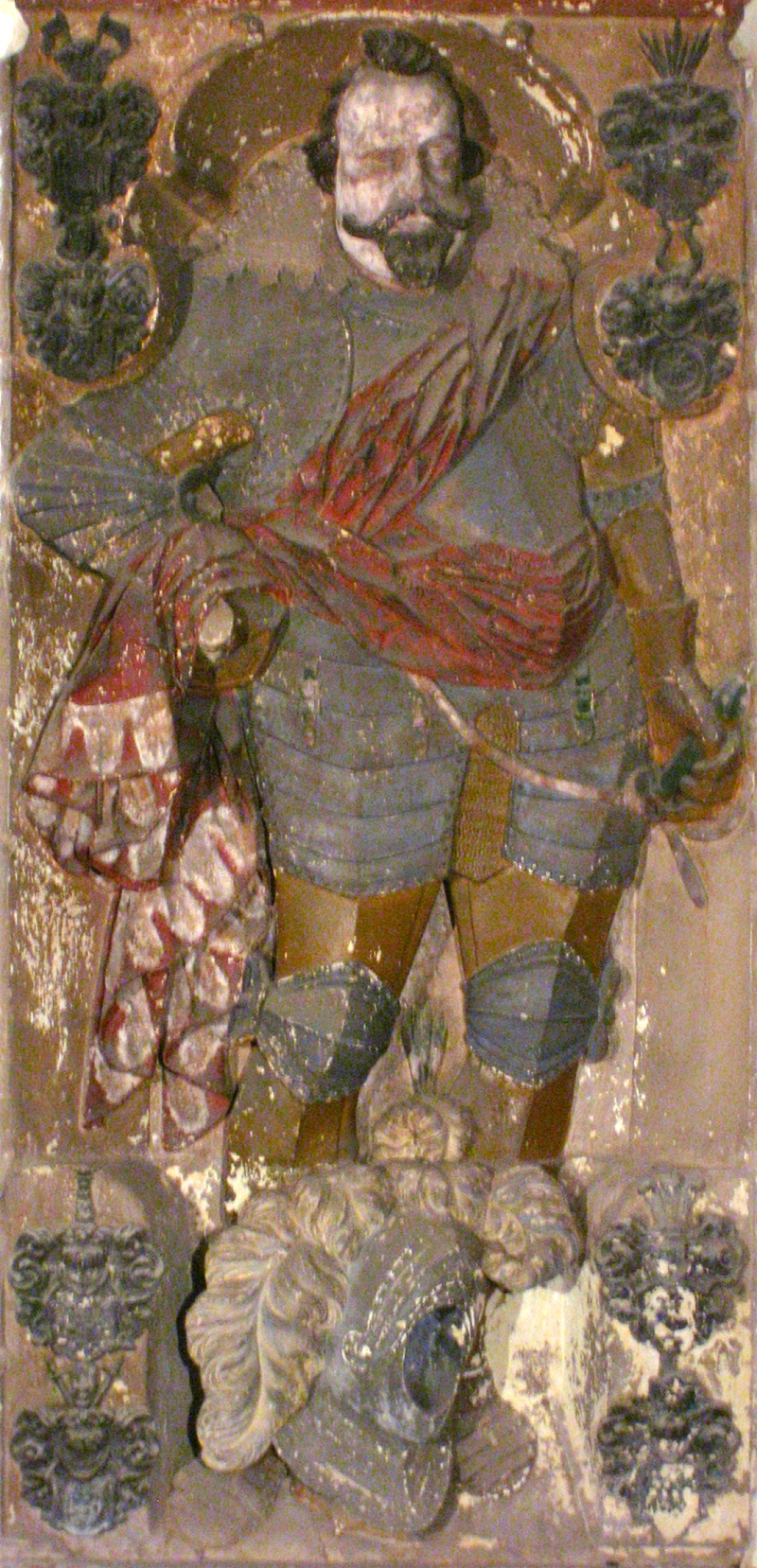
Epitaph des Anton von Randow in der Marktkirche von Bebertal (früher Alvensleben)

Hans Anton von Randow (* 12. Juli 1566 in Redekin; † 12. Juli 1616 im erzbischöflichen Hause zu Alvensleben) war der Hauptmann der Ämter Alvensleben (heute Bebertal), Dreileben und Wanzleben.

## Leben
Anton von Randow ging in Magdeburg zur Schule und habe dabei – so Pfarrer Georg Boethius in seiner Leichenpredigt – so viel gelernt, dass er „Latinam linguam (die lateinische Sprache) zur Notdurft ziemlicher Maßen verstanden“.
Nach dem Tode seines Vaters kam er nach Halberstadt zum Domdechanten Ludewig von Britzke, dem er „für einen Jungen gedient“. Später, als er bereits Hofjunker Herzogs Otto Heinrich von Lüneburg war, zog er mit dessen Heerzug nach Frankreich. In der großen Schlacht, die der Herzog von Guise gegen den französischen König Heinrich von Navarra verlor, kam er nur mit Hilfe eines guten Pferdes mit dem Leben davon.
Aus Frankreich zurückgekehrt, bestellte ihn Herzog Franz Albert von Sachsen-Lauenburg zum Kammerjunker und setzte in gleichzeitig in seiner Kanzlei ein. Dort erwies er sich offensichtlich als so begabt, dass er mit dem Kanzler auf den Reichstag geschickt wurde und auch an „anderen vornehmen Gesandtschaften“ teilnehmen durfte.
Nachdem er den niedersächsischen Hof verlassen hatte, bestellte ihn der Herzog von Lüneburg in Dannenberg (Landkreis Lüchow-Dannenberg) zum Hofmeister, welches Amt er sieben Jahre innehatte. Da er aber im Erzstift  Magdeburg Land gesessen war, wurde er von einigen verwandten und „vornehmen“ Domherren für die vakante Stelle eines Amtshauptmanns – heute würde man Landrat sagen – der Ämter Alvensleben und Dreileben vorgeschlagen und dort am 18. und 19. Mai 1610 vom Hofmeister Sigismund von Hagen und dem Kanzler D. Chilianus Sisserus eingeführt. Als auch das Amt Wanzleben frei wurde, wurde ihm auch die Verwaltung dieses Bezirks anvertraut.
Anton heiratete erst 1614 im Alter von 48 Jahren Hippolyta von Gilten, die Tochter des bereits verstorbenen Werner von Gilten auf Gilten und Wristadt im Lande Lüneburg und der Catharina v. Oppershausen. Aus der späten Ehe ging nur ein einziger Sohn, Christian Friedrich, hervor.

## Tod

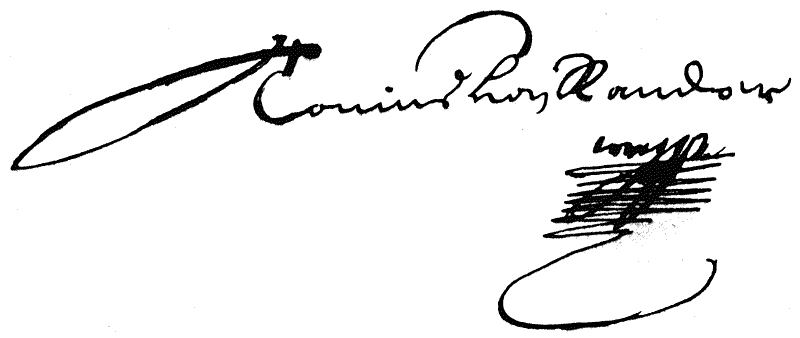
Unterschrift des Antonius von Randow

Antons Tod ist vermutlich einer Infektion zuzuschreiben, die er sich auf einer seiner Dienstreisen holte. Er sei – so der Pfarrer – von Dresden, wohin er mit des Fürsten Gemahlin hatte verreisen müssen, am 5. Juli 1616, wieder glücklich in Halle angekommen. Am folgenden Sonntag, dem 7. Juli sei er von einem Fieber befallen worden. Weil er aber Sehnsucht nach den Seinen hatte, sei er am folgenden Tag dennoch aufgebrochen und am 11. Juli gegen Abend bereits krank im erzbischöflichen Hause angekommen. Noch in derselben Nacht schickte er den Amtmann Henning Hampe nach Helmstedt um den dort lebenden Arzt Henning Arnisæus holen zu lassen. Dieser fand ihn am folgenden Tag bereits sehr schwach, verabreichte ihm Medikamente, aber es war bereits zu lange Zeit vergangen und der Patient verschied am Abend um Viertel nach 7 Uhr. Die Beerdigung fand erst am 6. August in der Marktkirche zu Alvensleben statt.

## Quelle
- Olof v. Randow: Die Randows. Eine Familiengeschichte. Degener, Neustadt/Aisch 2001, ISBN 3-7686-5182-7, (Deutsches Familienarchiv 135/136).

| Personendaten    | Personendaten                                                             |
| ---------------- | ------------------------------------------------------------------------- |
| NAME             | Randow, Anton von                                                         |
| ALTERNATIVNAMEN  | Randow, Hans Anton von                                                    |
| KURZBESCHREIBUNG | Hauptmann der Ämter Alvensleben (heute Bebertal), Dreileben und Wanzleben |
| GEBURTSDATUM     | 12. Juli 1566                                                             |
| GEBURTSORT       | Redekin                                                                   |
| STERBEDATUM      | 12. Juli 1616                                                             |
| STERBEORT        | Burg Alvensleben                                                          |